# 箕面自由学園アメフト部熱中症死亡事件
箕面自由学園アメフト部熱中症死亡事件（みのおじゆうがくえんアメフトぶねっちゅうしょうしぼうじけん）は、日本の高等学校で起きた事件。

## 概要

### 事件の発生
2013年8月8日に京都府宇治市で、箕面自由学園高等学校と立命館宇治高等学校のアメリカンフットボール部の練習試合が行われていた。試合が行われている最中である午前11時20分頃に箕面自由学園高校の生徒は足がふらついて倒れたため日陰で休ませた。それから嘔吐したため救急車を呼んで病院に搬送された。病院では熱中症であると診断された。それからこの生徒は病院で治療を受けていたが様態が急変して、8月10日に死亡した。関西高等学校アメリカンフットボール連盟の規定では、正午から午後3時にかけては練習試合を行うことが禁止されていた。箕面自由学園高校アメリカンフットボール部の顧問は高温多湿な環境で、約10キログラムの防具を背負うことを考えたならば、体調への考慮が足りていなかったと述べた。この死亡した生徒はアメリカンフットボール部の副キャプテンで、身長170センチメートルで、体重113キログラム。2年生からはレギュラーで、この死亡した日の試合では、オフェンスとディフェンスの両方をこなしていた。

### 事件から
この事件を受けて、日本アメリカンフットボール協会や医師らでの緊急対策本部が設置される。この緊急対策本部は8月29日に社会人や大学や高校などのリーグ戦での試合は、試合が行われる前日の気温が35度以上か、当日の湿球黒球温度が31度以上であるならば試合をしないようにすることを提言。生徒が死亡した日の時刻の気温は32.1度であった。チームごとにベンチで健康状態を管理する専任スタッフを置くなどの対策も盛り込まれる。日本アメリカンフットボール協会は9月4日までに、当日の気温が35度以上であるならば、その日は試合をしないようにするという再発防止策をまとめた。
この死亡した生徒のチームメイトの1人は関西学院大学に進学してアメリカンフットボールを続けていた。このチームメイトは死亡した生徒と2人で撮った写真を鞄に入れて、試合前はいつも写真に語りかけていた。他のチームメイトとも死亡した生徒の墓を訪れ勝つことを誓っていた。全日本大学アメリカンフットボール選手権大会2017にもこのチームメイトは出場していたが、決勝で関西学院大学は日本大学に敗れた。最後にこのチームメイトがパスをインターセプトされて万事休すとなっていた。このチームメイトは死亡した生徒に日本一になって報告に行こうと思っていたものの負けてしまって申し訳ないと述べた。
この死亡した生徒の弟も箕面自由学園高校でアメリカンフットボールをやっていた。この弟は関西学院大学に進学して大学でもアメリカンフットボールをやっていた。兄が死亡したときには、自らも死ねば親が悲しむためにアメリカンフットボールを辞めることも考えたが、両親はやりたいようにやったらいいと言い、練習を何日も休んでからアメリカンフットボールを続けることを決めた。この弟は2022年の第77回毎日甲子園ボウルに関西学院大学のラインバッカーとして出場して、早稲田大学を破って日本一になって、亡き兄とつかんだ日本一と報道された。